# Asbestopluma hydra
Asbestopluma hydra är en svampdjursart som beskrevs av William Lundbeck 1905. Asbestopluma hydra ingår i släktet Asbestopluma och familjen Cladorhizidae. Inga underarter finns listade i Catalogue of Life.